# 2006年世界短道速滑团体锦标赛
2006年世界短道速滑团体锦标赛于2006年3月25日-2006年3月26日在加拿大蒙特利尔举行。世界短道速滑团体锦标赛由国际滑冰联盟主办，该组织还举办速度滑冰和花样滑冰世界杯和锦标赛。
根据短道速滑世界杯的成绩，排名前八的队伍能够自动获得参赛资格，分为两个半区，每个半区四支队伍。每个队伍有四名选手参加500米和1000米，两名选手参加3000米，还有女子3000米接力和男子5000米接力。单项比赛的前四名分别获得5、3、2、1分；接力比赛的前四名分别获得10、6、4、2分；若是犯规，赋予0分。
每个半区排名第一的队伍进入决赛，排名第四的队伍被淘汰；剩余四队进入复赛，前两名进入决赛，后面两名被淘汰；而决赛又在四组队伍中比拼，决定最终排名。

## 比赛结果
| 项目 | 金牌                                         | 银牌                                                                                              | 铜牌                                                                                      |
| 男子 | · 安贤洙 · 李昊锡 · 吴世种 · 徐昊辰 · 宋锡雨 | 加拿大 · 埃里克·贝达尔 · 若纳唐·吉尔梅特 · 夏尔·阿默兰 · 弗朗索瓦-路易·特朗布莱 · 马蒂厄·蒂尔科特 | 中国 · 李野 · 李蒿楠 · 隋宝库 · 崔亮 · 王宝剑                                             |
| 女子 | · 崔恩景 · 陈善有 · 姜允美 · 边千思 · 全多慧 | 中国 · 王濛 · 王伟 · 程晓蕾 · 朱米乐 · 付天余                                                     | 加拿大 · 阿兰娜·克劳斯 · 阿努克·勒布朗-布歇 · 卡琳娜·罗白日 · 塔尼娅·维桑 · 阿曼达·奥弗兰 |

## 积分排名

### 男子
| 排名 | 国家   | 分数       |
| ---- | ------ | ---------- |
| 金牌 |        | 39         |
| 銀牌 | 加拿大 | 36         |
| 銅牌 | 中国   | 27         |
| 4    | 義大利 | 16         |
| 5    | 美国   | 复活赛淘汰 |
| 6    | 日本   | 复活赛淘汰 |
| 7    | 荷蘭   | 资格赛淘汰 |

### 女子
| 排名 | 国家   | 分数       |
| ---- | ------ | ---------- |
| 金牌 |        | 40         |
| 銀牌 | 中国   | 38         |
| 銅牌 | 加拿大 | 26         |
| 4    | 義大利 | 14         |
| 5    | 日本   | 复活赛淘汰 |
| 6    | 美国   | 复活赛淘汰 |
| 7    | 法國   | 资格赛淘汰 |

## 另请参阅
- 2005年至2006年短道速滑世界杯
- 2006年欧洲短道速滑锦标赛
- 2006年世界短道速滑锦标赛
- 2006年冬季奥林匹克运动会短道速滑比赛